# 9807 Rhene
9807 Rhene è un asteroide troiano di Giove del campo greco. Scoperto nel 1997, presenta un'orbita caratterizzata da un semiasse maggiore pari a 5,2055600 au e da un'eccentricità di 0,1549305, inclinata di 4,97011° rispetto all'eclittica.
L'asteroide è dedicato alla ninfa Rene, madre di Medonte.